# Jim Hagemann Snabe
Jim Hagemann Snabe (født 27. oktober 1965 i Egedal) er en dansk erhvervsleder med international karriere, især indenfor den tyske IT-gigant SAP. Han er i februar 2017 blevet indstillet til at overtage posten som bestyrelsesformand for Siemens med virkning fra 2018.  Snabe er desuden blevet indstillet til i marts 2017 at afløse Michael Pram Rasmussen som formand for bestyrelsen i A.P. Møller - Mærsk.  Snabe er også medlem af bestyrelsen i World Economic Forum.

## Karriere
Snabe er uddannet fra Handelshøjskolen i Aarhus 1984-1990 og har siden gjort karriere indenfor SAP, afbrudt af to år hos IBM Danmark (1994-96).

### SAP
Efter tre år som administrerende direktør for det svenske SAP-datterselskab, blev Snabe øverste leder for SAPs nordiske afdelinger, indtil han i Februar 2010, sammen med Bill McDermott, blev udnævnt til global chef for hele SAP-koncernen. Posten fratrådte han i 2014, hvor han blev særlig rådgiver for selskabet og indtrådte samtidig i dets bestyrelse.

### Øvrige Tillidshverv
I april 2016 tiltrådte Snabe bestyrelsen i A.P. Møller - Mærsk, hvoraf han blev formand i marts 2017.
Han er i øjeblikket også medlem af bestyrelsen for Allianz SE og af bestyrelsesrådet på World Economic Forum.
Han er desuden adjungeret professor ved CBS.
I 2017 skrev Snabe bogen "Dreams and Details: Genopfind din virksomhed og dit lederskab fra en styrkeposition" sammen med Mikael Trolle. På baggrund af deres ledelseserfaring forsøgte Snabe og Trolle at italesatte en ny ledelsesmodel, der forener inspiration, ambitioner, innovation med målet om økonomisk succes i den moderne verden. Modellen bygger på Snabes tro på, at virksomheder skal genopfinde sig selv for at kombinere overskud med ansvarlighed og bæredygtighed. I november 2018 grundlagde Snabe og Trolle Dreams and Details Academy.
14. december 2022 annoncerede den svenske batteriproducent Northvolt at Snabe indtræder som bestyrelsesformand.

## Publikationer
- Jim Hagemann Snabe et al (2009). Business process management:The SAP Roadmap. Bonn, Galileo Press / SAP Press, 2009
- Snabe, Jim Hagemann and Trolle, Mikael (2019). Dreams and details: Genopfind din virksomhed og dit lederskab fra en styrkeposition. [Valby]: Spintype. ISBN 978-87-7192-053-6. OCLC 1111587499.
- Thinggaard, Lars and Snabe, Jim Hagemann (2020). Tech for Life: Putting trust back in technology. Spintype. ISBN 9788771920659